# Траутмансдорф, Максимилиан фон
Максимилиан фон унд цу Траутмансдорф (1584—1650) — австрийский дипломат и государственный деятель.
Перейдя из протестантизма в католицизм, отличился, как дипломат, при выборах Фердинанда II венгерским королём и германским императором. Сначала был в хороших отношениях с Валленштейном и способствовал тому, что во время нашествия Густава-Адольфа двор обратился к нему как к спасителю империи.
С 1633 г. Траутмансдорф становится близким лицом наследника престола, который был врагом Валленштейна. В последние годы правления Фердинанда II Траутмансдорф участвовал в заключении Микуловского (Никольсбургского) мира 1622 года с Габором Бетленом и пражского мира (1635 г.) с Саксонией. В 1634 году награждён орденом Золотого Руна. По вступлении на престол Фердинанда III, Траутмансдорф стал первым лицом в его совете. Много содействовал заключению Вестфальского мира, так что Оксеншерна справедливо называл его «душой» императорского посольства; заставил Швецию отказаться от претензий на Силезию и Восточную Померанию, а с Францией заключил трактат 21 ноября 1647 г. Пользуясь полным доверием императора, он сумел устранить интриги своих товарищей — австрийских дипломатов, уладить религиозный вопрос и, наконец, довести дело до общего мира.
Бюст его стоит в Вальхалле. Максимилиан первым из рода Траутмансдорфов был пожалован графским титулом. В годы перед заключением мира ему принадлежал город Вайнсберг, поэтому его потомки образуют линию Траутмансдорф-Вейнсберг. Так, один из его потомков в пятом поколении — граф, позднее князь Фердинанд фон Траутманнсдорф-Вейнсберг (1749—1827).